# 그라나다 전쟁
그라나다 전쟁(스페인어: Guerra de Granada)은 1482년부터 1492년까지 이베리아 반도의 가톨릭 군주인 카스티야의 이사벨 1세와 아라곤의 페란도 2세가 그라나다 토후국의 나스르 왕조를 상대로 벌인 일련의 정복 작전이다. 10년간의 전쟁 끝에 그라나다가 함락되어 카스티야 왕국으로 합병되는 것으로 마무리되어, 이베리아 반도에서의 이슬람 통치는 막을 내리게 되었다.
그라나다 전쟁은 10년 내내 계속된 것이 아니라 봄에 시작되어 겨울에 중단하는 작전 패턴을 해마다 반복하는 형태로 치러졌다. 그라나다 측은 내부 갈등과 내전으로 무력화된 반면, 카스티야 측은 전반적으로 규합된 모습이었다. 정치적인 환경 외에도 경제적으로도 그라나다는 공격과 정복을 면피하기 위해 카스티야 왕국에 '파리아' (paria)라는 조공을 바쳐야 했다는 점에서 불리하였다. 실전에서 카스티야-아라곤 측은 포병들을 효과적으로 동원하여 오랜 포위전이 요구되는 요새화된 도시들을 빠르게 정복해 나갔으며, 결국 1492년 1월 2일 무함마드 12세가 다스리던 그라나다 시와 알람브라 궁전이 카스티야군에 점령되면서 전쟁의 종결을 알였다.
그라나다 전쟁은 카스티야 연합왕국과 아라곤 연합왕국의 공동 작전으로 진행되었다. 실전에 필요한 군사와 군자금은 대부분 카스티야가 부담하였으며, 따라서 그라나다의 영토 역시 카스티야 왕국에 합병되었다. 아라곤 왕국의 역할은 그보다 덜하였으나, 국왕 페란도 2세가 직접 참전한 것과 더불어 해군병력과 총기, 전쟁예산 대출 등을 지원하였다. 귀족들에게 전쟁이란 새로운 영지를 확보할 수 있는 매력으로 다가왔고, 페란도 2세와 이사벨 1세는 그 점을 이용하여 귀족의 권력을 규합하여 중앙집권화하였다.
전쟁의 여파로 이베리아 반도 내에서 가톨릭교와 이슬람교로 양분되어 공존하던 모습은 종말을 맞이하게 되었다. 1492년에는 알람브라 칙령으로 유대인들을 기독교로 강제 개종하거나 추방하였고, 1501년에는 그라나다의 모든 무슬림들에 대한 강제 개종, 노예화, 추방 조치가 내려졌다. 이후 1526년까지 그라나다 이외의 스페인 전역에 대해서도 이슬람 금지령이 확대되었다. 이렇게 개종된 '신기독교인' (콘베르소)들은 여전히 스페인 사회에서 비밀리에 이슬람교와 유대교를 신앙으로 간직하고 있다는 의심을 사게 되었다. 전쟁 이후로도 스페인은 기독교와 천주교의 수호자라는 국가적 열망을 모범으로 삼게 된다. 오늘날 알람브라의 함락은 그라나다 시의회에서 매년 기념일로 지정하여 기리고 있으며, 그라나다 전쟁은 스페인 주류 역사학계에서 레콩키스타의 마지막 전쟁으로 평가받고 있다.

## 배경
그라나다 전쟁이 벌어질 당시 그라나다 토후국은 200년 넘게 존속되어 온 이베리아 반도 최후의 이슬람 국가였다. 한때 위세를 떨쳤던 코르도바 칼리프국의 알안달루스 국가들도 오랜 세월을 거쳐 기독교 세력에 정복되어 갔다. 이 때문에 전쟁이 벌어지기 이전에도 그라나다의 앞날이 밝지 않다는 비관론이 제기되었다. 그 예로 1400년 이슬람 작가 이븐 후다일은 "그라나다는 거친 바다와 끔찍한 적군 사이에 갖혀 있지 않은가. 둘 다 밤낮으로 백성들을 압박하고 있다"는 평가를 내렸다. 그럼에도 불구하고 그라나다는 부유하고 강력한 국가로 남아 있었으며, 이베리아 북부의 기독교 왕국들은 분열되어 서로간에 전쟁을 벌였다.
1417년 그라나다의 에미르였던 유수프 3세가 세상을 떠나면서 그라나다의 내부 상황은 악화되기 시작하였다. 유수프 3세의 왕위를 놓고 후계자간의 투쟁으로 인해, 내전에 준하는 혼란 정국을 거의 계속해서 겪게 된 것이다. 또 에미르에 대한 충성심보다 각 지역을 다스리는 호족들에 대한 충성심이 더 강했기에 권력의 통합도 어려운 실정이었으며, 에미르가 실질적으로 다스리는 영토는 그라나다시에 불과한 경우가 많았다. 심지어는 에미르가 도시 전역을 다스리지 못한 경우도 가끔씩 있었으며, 에미르 후계자 한 명이 알람브라 궁전을 차지하면 다른 후계자는 그라나다의 요충지인 알바이신을 차지하는 상황이 펼쳐지기도 하였다.
그라나다의 내부 투쟁은 국력을 크게 약화시켰다. 한때 고품질로 이름났던 그라나다의 도자기 산업도 아라곤 왕국 발렌시아 인근의 마니세스에서 생산되는 도자기 상품에 밀려나면서 경제가 쇠락하기 시작하였다. 악화된 경제사정에도 불구하고 그라나다 정부는 그라나다의 드넓은 방어선과 대규모 군대를 유지하기 위해, 백성들에게 부과되던 높은 세율의 세금을 그대로 유지할 수밖에 없었다. 그 결과 그라나다 백성이 내는 세금은 카스티야 백성이 내는 세금의 3배에 달하게 되었으며, 고세율 정책을 유지한 에미르 아부이하산 알리에 대한 원성이 자자하게 되었다. 다만 이렇게 거둔 세금은 적어도 군사 분야에는 큰 보탬이 되어, 아부이하산이 기독교도 반란을 성공적으로 진압하는 원동력이 되었다.  당시 아부이하산이 이러한 나라살림을 바탕으로 기병을 7,000명이나 동원할 수 있었던 것으로 추정하는 학자들도 있다.
그라나다 토후국과 카스티야 왕국의 안달루시아 영토 간의 국경지대는 이른바 "평화도 전쟁도 아닌 상태"로서 유동적인 상태가 지속되고 있었다. 양측에서 국경을 넘어 습격하는 일이 다반사였으며, 지역 귀족들 간의 동맹군이 뒤섞이기도 했다. 가끔 양측 간에 휴전을 맺기도 했고, 자신들이 상대측의 여력을 넘어선 것으로 보이면 공물을 요구하는 식으로 관계를 이어나갔다. 정작 두 국가의 중앙정부는 국경지대의 충돌에 대대적으로 개입하거나 통제하려 들지 않았다.
1474년 12월 카스티야 국왕 엔리케 4세가 사망하자 엔리케의 딸 후아나 라 벨트라네하와 엔리케의 이복누이 이사벨 사이에 카스티야 왕위 계승 전쟁이 벌어졌다. 이사벨을 지지하는 세력에는 사돈지간이었던 아라곤 연합왕국이, 후아나를 지지하는 세력에는 역시 인척지간이었던 포르투갈 왕국과 프랑스 왕국이 합류하면서, 왕위 계승전쟁은 이듬해 1475년부터 1479년까지 최고조에 이르렀다. 왕위 계승전쟁으로 그라나다와의 국경은 사실상 무시되었다. 1477년에는 그라나다 측이 카스티야를 습격해 왔지만 카스티야 측은 그에 대한 보상을 요구하기는 커녕 별다른 신경을 쓰지 않았으며, 1475년과 1476년, 1478년 세 차례에 걸쳐 그라나다와의 휴전 협상이 이뤄졌다. 이후 1479년 왕위 계승전쟁이 마침내 이사벨의 승리로 마무리되었다. 이사벨은 1469년 아라곤 국왕 페란도 2세와 결혼한 상태였기 때문에, 카스티야와 아라곤의 두 왕국은 통합왕국이 되었으며, 기독교 세력 간의 분쟁으로 존립을 유지할 수 있었던 그라나다 토후국의 운명에 변화가 있음을 예고하였다.

## 전개

### 그라나다의 도발과 카스티야의 대응

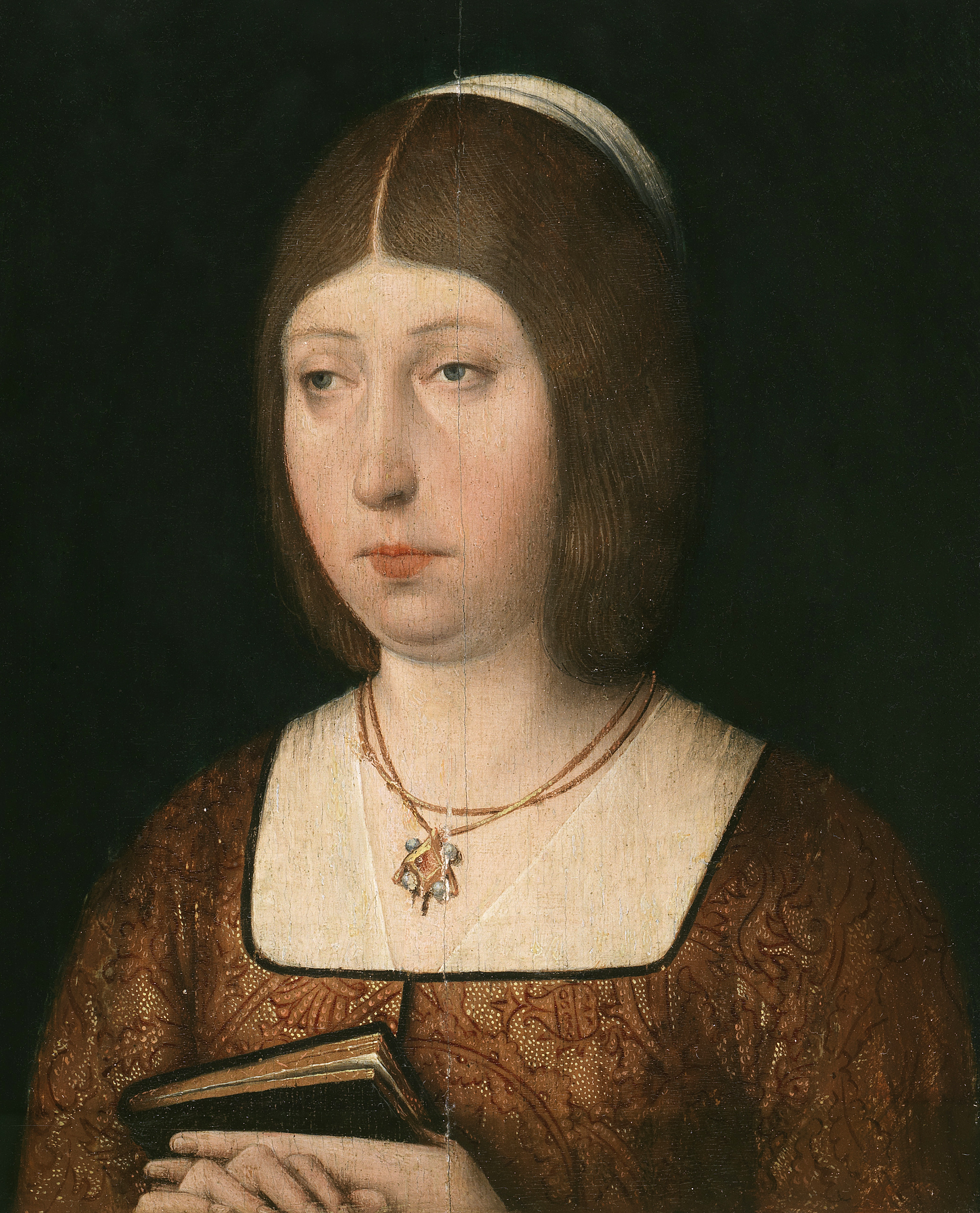
이사벨 1세 (사진)와 페란도 2세의 결혼은 카스티야 왕국과 아라곤 왕국의 연합을 이룩하고 그라나다에 공동으로 맞서는 계기를 제공하였다.

1478년 카스티야-그라나다 휴전 조약은 명목상으로만 효력을 지니고 있었으며, 1481년 12월에는 카스티야 측의 습격에 대한 보복으로 그라나다 측이 사하라 (Zahara)에 기습공격을 개시하는 사건이 벌어졌다. 이 공격으로 사하라 마을은 파괴되고 주민들은 노예로 붙잡혀 갔다. 카스티야 측은 그라나다의 기습공격을 중대한 도발로 규정했다. 특히 안달루시아 정복을 지지하는 세력은 반격하자는 여론을 모으고 공로를 빠르게 인정받으며 확전을 꾀할 수 있는 기회로 활용하였다. 결국 행동에 나선 카스티야군이 알라마 (Alhama)를 점령하고 카스티야 왕실은 이를 승인하게 되는데, 이것이 그라나다 전쟁의 본격적인 시작으로 여겨진다.
이듬해 1482년 3월 아부 하산은 알라마 탈환을 위해 포위공격에 나섰으나 실패로 돌아갔다. 1482년 4월에는 카스티야와 아라곤에서 건너온 지원군이 그라나다측의 탈환 여지를 차단하였다. 아라곤 국왕 페란도 2세는 1482년 5월 14일 알라마에서 군대 지휘권을 공식적으로 넘겨받게 되었다. 카스티야 측은 다음으로 로하 시를 포위하려 했으나 도시 점령에는 실패하였다.  그러나 당일 카스티야군의 좌절을 만회할 사건이 벌어졌는데, 그라나다의 에미르 아부 하산의 아들 아부 압달라 (Abu Abdallah, 보아브딜이라고도 함)가 반란을 일으키고 자신을 무함마드 12세로 칭하였던 것이다. 전쟁은 해를 넘겨 1483년까지 계속되었으며, 아부 하산의 형제 알자갈이 말라가 동쪽 아하르키아 언덕에서 카스티야 대군의 공격을 격파하였다. 한편 루세나에서는 카스티야인들이 아부 압달라의 군대를 물리치고 포로로 사로잡았다.
이전까지만 해도 페란도 2세와 이사벨 1세는 그라나다 전체를 정복할 생각이 없었지만, 아부 압달라가 포로로 잡혔다는 소식을 들은 페란도 2세는 그를 이용해 그라나다를 완전히 정복하기로 마음먹었다. 1483년 8월 페란도 2세는 편지를 통해 "우리는 그라나다를 분열시키고 파괴하기 위해 그(아부 압달라)를 석방하기로 했다... 그는 아버지와 전쟁을 할 것이다"라고 밝혔다. 실제로 아부 압달라를 카스티야의 협력책으로 꾸며 석방시키자 그라나다의 내전이 재개되고 말았다. 그라나다측의 어느 기록에서는 아부 압달라의 생포를 "조국을 파멸로 이끈 원인"이라 평가하였다.
1485년이 되자 그라나다 내전의 운명이 다시 한번 바뀌었다. 아부 압달라가 하산의 형제 알자갈 (Al-Zagal)의 명에 따라 자신의 권력기반이었던 알바이진 (Albayzín)에서 추방되었던 것이다. 알자갈은 형을 폐위시키고 에미르에 올랐으며, 아부 하산은 머지않아 세상을 떠났다. 아부 압달라는 페란도 2세와 이사벨 1세의 비호 아래 도피하는 신세로 전락하였다. 그해 무슬림 세력 내에서 계속되는 분열과 카디스 후작의 계략으로 그라나다 서부 지역이 유례없는 속도로 카스티야측에 점령당하게 되었다. 론다 시는 도시 통치자들과의 원활한 협상을 거쳐 보름 만에 카스티야측이 점령하게 되었으며, 론다의 함락 다음으로는 그라나다의 해군 기지인 마르베야가 점령되기에 이르렀다.
아부 압달라는 카스티야측의 보호에서 풀려나 그라나다 지배권을 되찾기 위해 힘썼다. 이후 3년간 아부 압달라는 페란도 2세와 이사벨라 1세의 가신으로 활동했다. 아부 압달라는 그라나다의 제한적인 독립과 기독교인들과의 평화를 시민들에게 약속했으며, 본인의 통제권에 든 도시에 한하여 가톨릭 군주들로부터 공작 칭호를 하사받았다.

### 말라가 공성전
그라나다의 주요 항구인 말라가는 1487년 카스티야군의 주 공격대상이 되었다. 에미르 알자갈이 지휘하는 그라나다군은 포위전을 피하기 위해 오랜 시간을 들여 행군할 수밖에 없었으며, 내전이 진행중이었던 관계로 카스티야군을 교란하는 데에도 어려움이 따랐다. 말라가를 돕기 위해 알람브라를 떠날 때에도 아부 압달라와 추종자들의 공격을 방어하기 위해 어느 정도의 병력을 남겨두어야 했다.
카스티야군은 현지의 아부 압달라 지지세력의 지원을 받으며 큰 도시로는 처음으로 벨레스말라가 (Vélez-Málaga)의 포위전에 나섰으며, 1487년 4월 27일 그라나다군이 항복을 선언하며 점령에 성공하였다. 이후 1487년 5월 7일부터 말라가 시에 대한 포위전에 돌입하였으나 수 개월 동안 함락되지 않았다. 말라가의  군사령관은 항복하느니 죽음을 택하겠다는 각오로 전투에 임했고, 아프리카 출신의 이슬람 수비대와 이슬람으로 개종한 기독교도들도 패전의 결과를 두려워하면서 끈질기게 싸워나갔다. 계속되는 난전에 페란도 2세는 관대한 조건을 내걸며 항복을 두 차례 제안하였으나 말라가는 이를 거부하였고, 이후 말라가 측에서 항복을 제안할 때에는 페란도 2세도 앞선 제의가 무시당했다며 되려 거부하였다. 8월 18일 도시가 마침내 함락되자 페란도 2세는 끝까지 저항한 죄를 물어 시민 대다수를 노예로 삼고, 배교도들은 산 채로 불에 타거나 장대에 찔리는 식으로 처형했다. 그러나 말라가에 살던 유대인들은 카스티야측 유대인들이 노예 몸값을 대신 지불해 주면서 목숨을 부지할 수 있었다.
역사학자 윌리엄 프레스콧(William Prescott)은 말라가의 함락이 그라나다 전쟁에서 가장 중요한 사건으로 선정하였다. 그라나다가 주요 항구도시인 말라가를 상실함으로서, 독립국으로서의 지위를 제대로 유지할 수 없게 되었으리란 추측이다.

### 바사 공성전
말라가의 함락으로 알자갈은 민심을 크게 잃었다. 이 틈을 타서 1487년에는 아부 압달라가 그라나다 시 전체를 장악하는 동시에, 벨레스루비오, 벨레스블랑코, 베라를 비롯한 그라나다 북동부 영토를 손에 넣게 되었다. 이 시점에서 알자갈은 바사, 구아디스, 알메리아를 장악하고 있었다. 당시 아부 압달라는 카스티야군이 자신의 영토 일부를 빼앗고 있음에도 아무런 조치를 취하지 않았는데, 머지않아 그 영토가 자신에게 반환될 것이라 여겼던 것으로 보인다.
1489년 카스티야군은 알자갈 측 최후의 보루였던 바사 요새를 포위하기 시작하였다. 그러나 카스티야군으로서는 고통스럽고 기나긴 전투가 되었다. 바사의 요새 시설은 상당한 방어력을 갖추고 있어 카스티야군이 병력을 분할하여 공략해야 했고, 포병의 역할이 거의 쓸모 없었던 것이 주원인이었다. 또한 카스티야 측은 군대의 보급 유지에 막대한 예산을 투입해 재정 고갈을 초래하고 있었다. 급기야 귀족들이 전장에서 이탈할 조짐을 보이면서 왕실 측에서 작위를 박탈하겠다는 협박을 해야 했으며, 귀족과 군인 모두의 사기를 유지하기 위해 여왕인 이사벨 1세 본인이 몸소 포위전에 나서기도 했다.
카스티야 측이 공성전에 나선 지 반년이 지나자 알자갈은 아직 수비병력이 별다른 피해를 입지 않았음에도 불구하고 항복을 선언하였다. 기독교인들이 아직도 포위공격에 진지하게 임하고 있으며, 구원의 희망이 보이지 않는 이상 더 이상의 저항은 쓸모 없다고 확신했기 때문이다. 앞서 시민들을 노예화하였던 말라가와는 달리 바사는 관대한 항복 조건을 적용받게 되었다.

### 그라나다의 최후

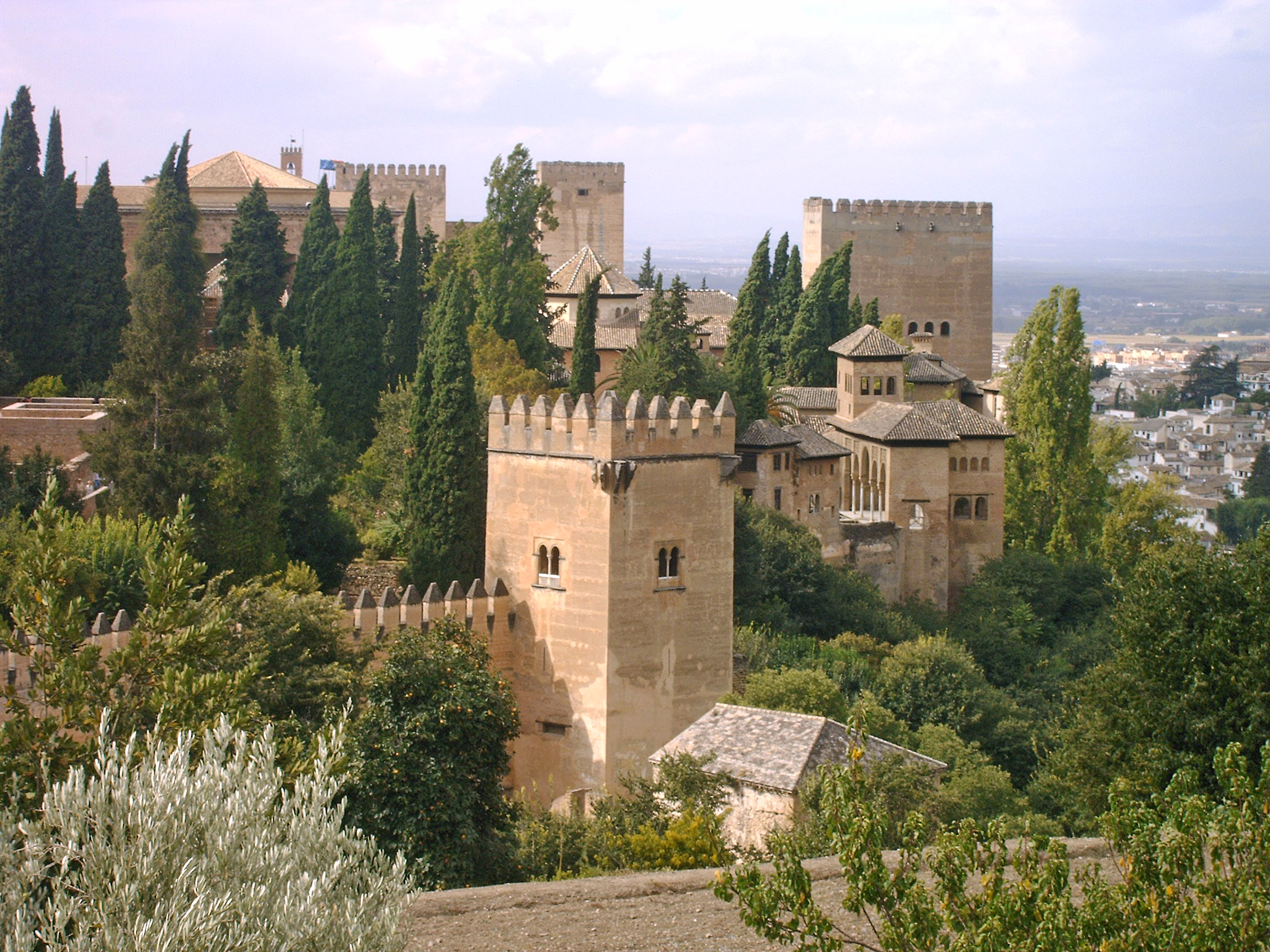
알람브라

1490년 바사가 함락되고 알자갈도 생포되면서 전쟁은 끝난 것처럼 보였다. 페란도 2세와 이사벨 1세도 그 사실에 믿어 의심치 않았다. 그러나 아부 압달라는 페르난과 이사벨라와의 동맹을 유지한 데 대한 보상에 만족하지 못했다. 이에 대해서는 아부 압달라에게 넘기기로 약속했던 영토를 카스티야 측이 차지했기 때문으로 추정된다. 결국 아부 압달라는 가신 관계를 철폐하고 가톨릭 군주에 대항하여 반란을 일으켰다. 이 시점에서 아부 압달라의 봉토는 그라나다시와 알푸하라스 고산지대만 확보한 상태였다. 이대로 전쟁에 임하면 오래갈 수 없다는 점을 본인도 잘 알고 있었기에, 아부 압달라는 외세의 지원을 절박하게 요청하였다.
당시 아부 압달라가 지원을 요청했던 그라나다의 주변국 가운데 이집트를 다스리던 맘루크 왕조의 술탄 카이트바이 (Qaitbay)는 그라나다 전쟁에 대해 페란도 2세를 완곡히 비난하긴 하였으나나, 오스만 튀르크와 전쟁이 계속되는 상황에서 오스만을 공동의 적으로 두고 있던 카스티야, 아라곤과의 암묵적 동맹을 깰 수는 없는 상황이었다. 아부 압달라는 모로코 일대를 다스리는 페스 술탄국에도 도움을 요청하였으나 이에 응했다는 기록은 남아있지 않다. 그 밖의 북아프리카 일대 이슬람 국가들은 그라나다 전쟁 기간 동안 카스티야에 밀을 계속해서 수출하고 있었으며, 카스티야와의 우호적인 무역 관계의 유지에 힘썼다. 더욱이 애초에 그라나다는 해안가의 영토를 상실하고 내륙국으로 전락한 상황에서 바다 건너 외국의 지원을 제대로 받을 리도 만무하였기에, 그라나다의 동맹으로 나선 국가는 아무도 없었다.

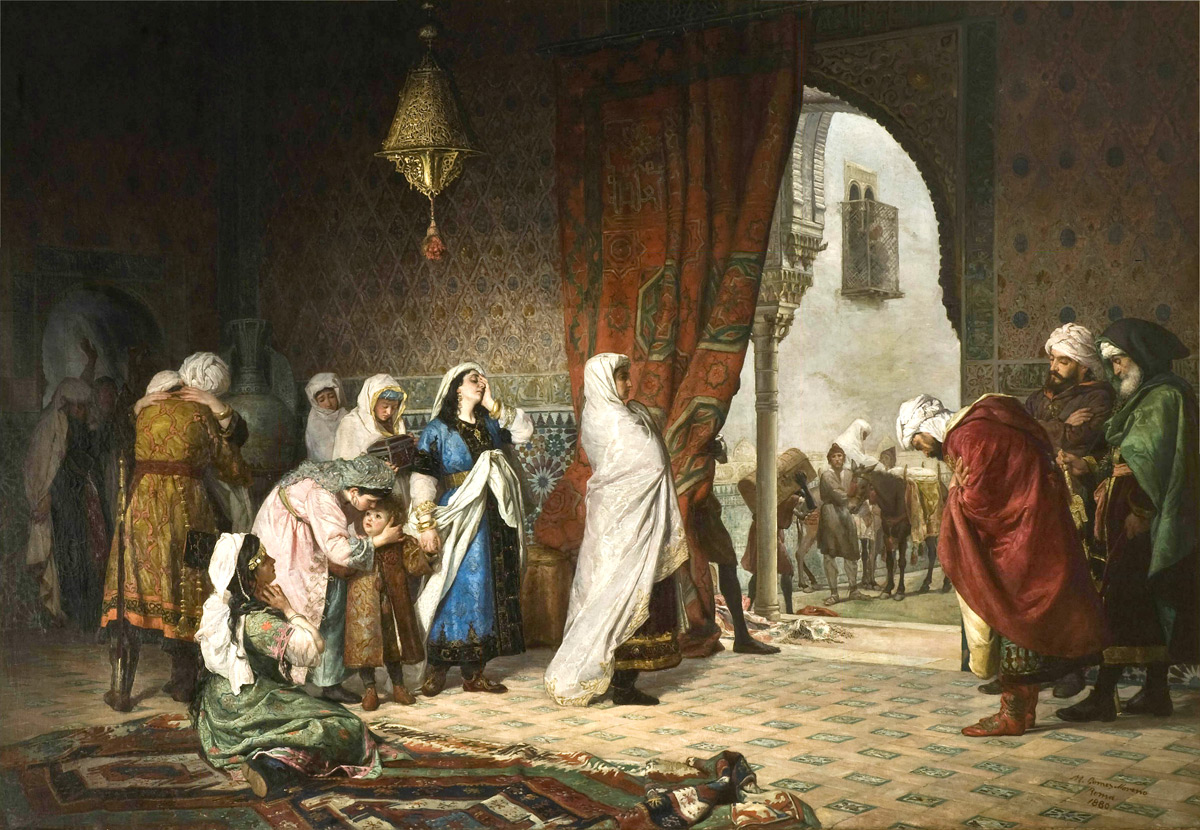
그라나다 함락 직후 알함브라에 머물던 무함마드 12세 (아부 압달라) 일가를 묘사한 그림

1491년 4월 카스티야군은 장장 8개월에 걸친 그라나다 포위전을 개시하였다. 그라나다 측의 상황은 날이 갈수록 심각해졌는데, 포위전을 저지하려던 아군 병력이 하나둘씩 소모되었고 대신들은 서로를 반목하기 바빴다. 고위직 관리의 뇌물 수수가 만연하는가 하면, 최고위대신 가운데 최소 한 명이 포위전 내내 카스티야의 간첩으로 활동했다는 기록도 있다. 양측의 결전 끝에 1491년 11월 25일 임시 항복을 선언하는 그라나다 조약이 체결되어 그라나다 시에 2개월의 시간이 주어졌다. 실제 항복까지 이토록 긴 시간이 부여된 원인은 양측의 비타협적인 자세를 보였기 때문이 아니라, 도시를 휩쓸고 있는 무질서와 소란 속에서 그라나다측이 제대로 협력에 나설 수 없었던 것에 있다. 이후 1492년 1월 2일 그라나다시는 카스티야측에 정식으로 항복하였다. 협상 과정에서 현지 무슬림 시민들에게 상당히 관대한 조건이 주어지게 되었다. 앞서 포위전에 나섰던 카스티야군은 항복 당일 시민들의 저항이 벌어질 경우를 대비해 알람브라 궁전에 군대를 몰래 들여보냈으나 아무런 저항도 발생하지 않았다. 이로써 그라나다의 저항은 끝이 났다.

## 전략과 기술
그라나다 전쟁이 주목받는 이유 중 하나는 사석포과 대포가 공성전의 소요시간을 크게 단축시키며 그 위력을 드러낸 전쟁이기 때문이다. 전쟁이 시작될 당시 아라곤과 카스티야군은 극소수의 포병만 두고 있었지만, 최근 전쟁으로 프랑스와 부르고뉴의 화약 전문가를 포섭했던 페란도 2세의 주도로 포병 병력을 공격적으로 늘려나갔다. 반면 무슬림군은 포병 사용에 있어 훨씬 뒤처져 있었으며, 적군에게서 포획한 대포들을 가끔씩 사용하는 경우가 일반적이었다. 역사학자 웨스턴 F. 쿡 주니어(Weston F. Cook Jr.)는 "그라나다 전쟁을 승리로 이끈 것은 화약의 화력과 포병의 공성 작전이었으며, 다른 요인들은 부차적이거나 그로부터 유래한 것이 전쟁의 실상이었다"고 평가한다. 1495년 아라곤과 카스티야군은 총 179대의 대포를 운용하였는데, 이는 카스티야 왕위 계승 전쟁에 투입됐던 미약한 규모에 비해 상당히 증가한 것이다.
원시적인 화승총도 그라나다 전쟁에서 활용되었으나 그 정도는 미미했다. 그러나 이전 전쟁에서 흔히 볼 수 있었던 중기병 기사들의 비중도 훨씬 줄어들게 되었으며, 대신 경기병 (히네테)의 역할이 더욱 중요해졌다. 기병의 역할이 절실한 야외전투는 드물게 치러졌는데 수적으로 열세였던 그라나다측에서 공성전 위주로 전투를 유도했기 때문이었다. 카스티야군은 자원병도 많이 고용하였는데, 한 예로 1483년에는 엄청난 수의 노동자들이 소집되어, 직접 전투에 참여하는 대신 농작물을 파괴하고 시골을 약탈하는 임무를 맡았다. 한편 그라나다 특유의 산악 지형으로 인해 카스티야군의 조직편성과 병참은 어려운 실정이었으나, 식량과 보급품의 원활한 전달을 위하여 산맥을 통과하는 일련의 도로를 부지런히 건설하기도 하였다.
전략적인 측면에서는 카스티야와 아라곤의 각 귀족들이 자신의 군대를 직접 지휘하겠다고 나서는 경우가 많았으나, 페란도 2세와 이사벨 1세는 군대 전체를 지휘할 수 있는 상당한 통솔권을 행사할 수가 있었다. 반대로 그라나다군은 내전으로 인해 지휘권의 통합에 어려움을 겪었다. 가톨릭 세력 측의 군대는 거의 대부분이 카스티야군에 해당되었으며, 아라곤군과 외국 용병은 거의 참여하지 않았다. 카스티야의 각 지역 가운데 안달루시아는 가장 많은 군대를 파견하였으며, 인구의 대부분이 전쟁에 징집되었다. 카스티야 귀족들도 값비싼 기병대를 거리낌 없이 전장에 내보냈다.

## 동원 병력
그라나다 전쟁에 투입된 병력에 관한 1차 사료에 따르면, 카스티야군이 대대적인 군사작전에 나선 시기 (1482년~1483년, 1486년~1487년, 1489년, 1491년)에 동원한 병력은 50,000명~70,000명에 이르렀으며, 그렇게 큰 전투를 벌이지 않았던 시기 (1484년~1485년, 1488년, 1490년)에 동원한 병력은 10,000명~29,000명 수준에 달했다. 이는 라데로 케사다 (Ladero Quesada)를 비롯한 오늘날 학자들도 관련 연구를 통해 인정하는 수치다.
그러나 가르시아 데 가비올라(García de Gabiola)의 연구에서는 이 정도의 강력한 군대를 유지하고, 군예산을 투입하며 식량을 공급하는 것은 현대의 국가들도 쉽지 않은 수준이라고 지적한다. 가령 이탈리아 전쟁 (1494년-1498년)에 투입된 스페인군의 병력은 최대 5,000명에서 9,000명~15,000명으로 추산되는데, 그보다 5년~10년 전에 치른 전쟁에서 이 정도의 병력을 동원했다는 것은 의외이며, 당시 카스티야의 연간수입이 1억 3000만~2억 마라베디에 달했음을 감안하면 카스티야가 동원할 수 있는 병력은 8,000명~20,000명 수준으로 보는 것이 현실적이라고 보았다.
실제로 가비올라는 앞서 케사다의 연구에서 드러난 전쟁 시기 카스티야가 계약한 곡식 물량을 놓고, 전체 병력 가운데 20%를 기병으로 가정한 뒤 그 곡식 물량으로 먹일 수 있는 병력의 규모를 계산하여 그 결과를 다음과 같이 도출하였다.
- 1482년 로하 공성전: 12,000명
- 1483년~1484년 그라나다 영토 약탈전: 8,000명
- 1485년 론다 공성전: 10,000명
- 1486년 제2차 론다 공성전: 10,000명~12,000명
- 1487년 말라가 공성전: 12,000명
- 1488년 제1차 바사 공성전: 10,000명~12,000명
- 1489년 제2차 바사 공성전: 20,000명. 최대 곡물 수송량 감소. 전쟁 당시 카스티야의 최대 수입인 약 2억 마라베디와 맞먹음
- 1490년~1491년 그라나다 최후 공성전: 10,000명~12,000명

한편 무슬림군의 병력규모는 1차 사료에서 보병 15,000명~50,000명, 기병 4,500명~7,000명 수준이었다는 기록이 있으나, 가비올라의 연구에서는 이 역시도 현실적이지 않은 수치로 본다. 특히 기병의 경우 실제로는 1482년 3,000명에서 1483년~1387년 1,000명~1,500명 수준이었으며 1489년~1491년에는 300~400명 수준으로 급격히 줄었다고 본다. 데 미구엘 모라 (De Miguel Mora)는 바사 포위전 당시 포로로 잡힌 무슬림군이 수비대의 실제 보병전력이 15,000명이 아니라 4,000명이라고 털어놓았다고 전하고 있다. 따라서 무슬림군의 보병 규모도 최대 4,000명 수준에서 그쳤을 것으로 보인다. 전쟁이 끝날 무렵 카스티야군과 무슬림군의 병력차는 2:1에서 3:1 수준으로 카스티야군이 우세했다.

## 여파

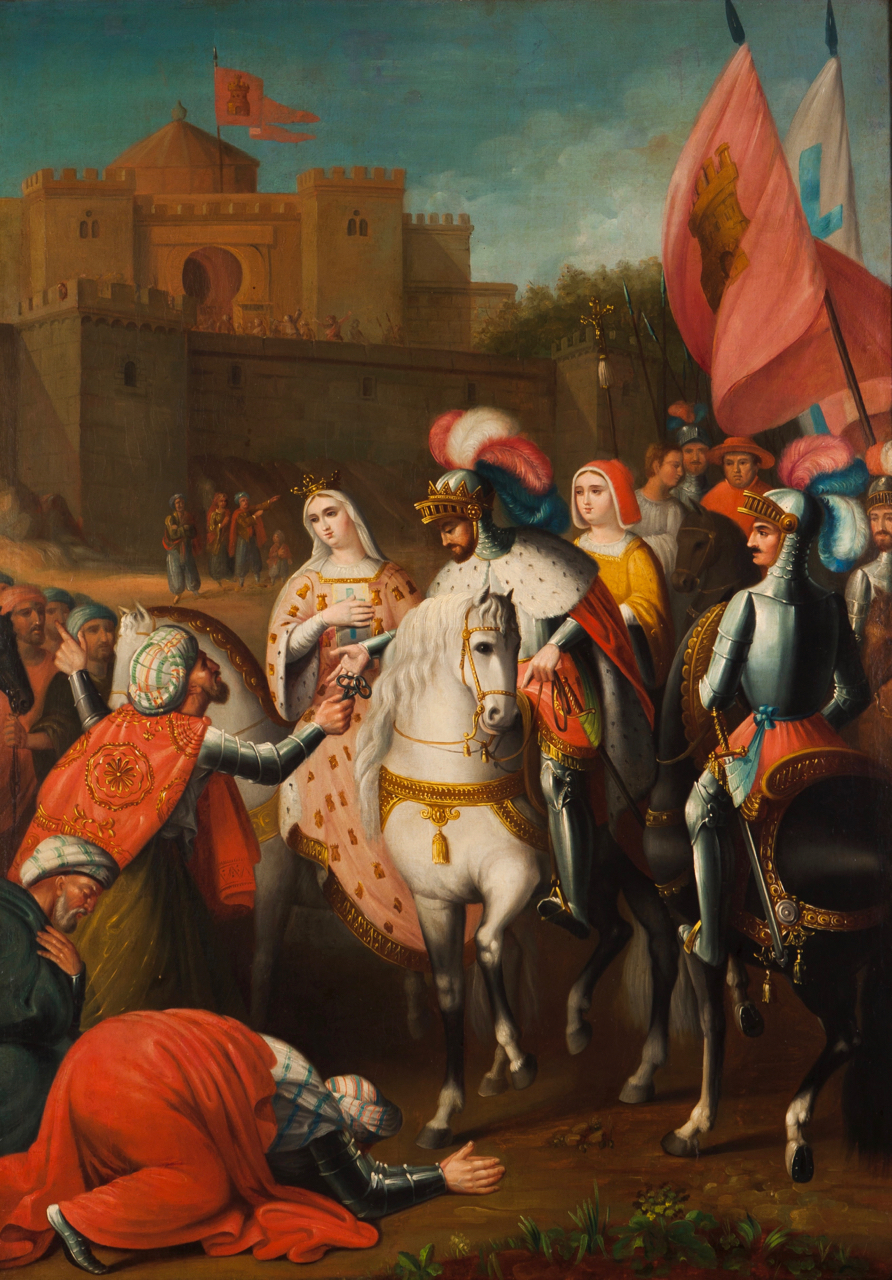
비센테 바르네토 이 바스케스의 그림 《그라나다의 항복》

그라나다의 항복은 이슬람 세력에 큰 타격을 주고 기독교 세력이 승리한 사건으로 여겨졌다. 다른 기독교 국가들은 페르난과 이사벨에게 진심 어린 축하를 보낸 반면, 이슬람 작가들은 절망하는 반응을 보였다. 카스티야와 아라곤에서는 승전식과 투우가 열렸고, 백성들은 기쁨에 넘쳐 거리로 나섰다. 기독교계에서는  이슬람 통치로부터 그라나다를 빼앗은 것을 40년 전 콘스탄티노폴리스가 오스만 튀르크의 손에 넘어간 것에 대한 균형 되찾기로 보았다.
그라나다의 항복 조약에서 내건 조건은 무슬림들에게 협상의 여지가 거의 없었음을 감안하면 상당히 관대한 편이었다. 이는 아직 전쟁의 결과가 판가름나지 않았을 시절 항복했던 도시에 제공된 조건과 유사했다. 무슬림들은 3년간 자유롭게 이주하고 귀환할 수 있었다. 또 총기 이외의 무기를 소지할 수 있다는 조항도 있었는데 이 조항은 한 달 후에 폐지되었다. 여기에 어느 누구도 종교 개종을 강요받지 않을 것이며, 이슬람으로 개종한 기독교인도 마찬가지로 취급했다. 아부 압달라에게는 어떤 수단을 써서라도 통제하기 어려운 산악지역인 알푸하라스의 작은 봉토와 보상금을 제공하기로 했다. 또한 먼저 정복된 대다수의 무슬림들은 정중한 대우를 받았으며, 7년 뒤 무슬림 적대 정책이 내려지기 전까지 어느정도 안정화된 모습을 보였다.
아부 압달라는 자신이 처한 상황을 견디지 못하고 1493년 10월 모로코로 떠나 그곳에 머물다가 40년 뒤에 사망했다. 이어 카스티야 측은 항복조약에 명시됐던 관대한 조건 가운데 일부 조항을 철회하기 시작하였다. 이는 카스티야 대주교 시스네로스의 주도로 이루어졌으며, 무슬림을 대량 개종하고, 아랍어 필사본을 불태우는 등, 이교도에 대한 적대 조치에 나섰다.
이로써 배교, 추방, 처형 가운데 하나를 선택해야 하는 처지에 놓이게 된 무슬림들은 1499년 알푸하라스에서 반란을 일으키게 되었다. 이후로도 기독교도와 무슬림 간의 긴장은 높은 상태로 유지되었으며, 카스티야는 반란의 여지를 막기 위해 그라나다에 대규모 군대를 주둔시켜야 했다. 이사벨 1세 여왕 역시 스페인 이단심문소의 권한을 강화하였고, 페란도 2세도 아라곤에 이단심문소 체계를 도입하여 종교계에 힘을 실어주었다.
카스티야는 그라나다 전쟁에 막대한 예산과 인력을 소모하였으므로 그라나다를 완전히 합병함으로서 전쟁의 수혜자가 되었다. 아라곤으로서는 전략적 위치상 그라나다를 정복하는 것에 별다른 의미는 없었으나, 아라곤이 이득을 추구하던 이탈리아와 프랑스 진출에 카스티야의 지원을 확고히 하는 계기로 삼을 수 있었다. 결론적으로 그라나다 전쟁에 투입된 예산은 총 450,000,000마라베디라는 엄청난 규모인 것으로 추산되었다.
그라나다에 살던 무어인들 가운데 기독교로 개종한 '신기독교도' (모리스코)들도 있었으나 그들에 대한 탄압은 수십년간 지속되어 1568년 알푸하라스 반란이 벌어지는 계기를 제공했다. 무어인의 반란을 가까쓰로 진압한 스페인은 이들 거의 전부를 스페인 내 다른 지역으로 추방하는 조치를 내렸다.

## 같이 보기
- 레콩키스타
- 스페인의 이슬람교
- 그라나다의 모리스코 반란
- 그라나다의 국경

## 참고 문헌
- Benito Ruano, Eloy. "Un cruzado inglés en la Guerra de Granada", Anuario de estudios medievales, 9 (1974/1979), 585–593.
- Cristobal Torrez Delgado. El Reino Nazari de Granada, 1482–92 (1982).
- De Miguel Mora, Carlos. 《La Toma de Baza》 (PDF). 2018년 4월 13일에 원본 문서 (PDF)에서 보존된 문서. 2024년 6월 13일에 확인함.
- García de Gabiola, Javier. 《La Guerra que puso fin al Medievo: Granada (1482–92)》. Revista Medieval nº 55. 2015. Ed. Gram Nexo. 2018년 8월 25일에 원본 문서에서 보존된 문서. 2016년 3월 11일에 확인함.
- García de Gabiola, Javier (2015). “La Genesis del estado moderno: Granada (1482–92)”. 《Medievalia》. Medievalia nº 45. 2015. Universidad Nacional Autónoma de México (47): 34–42.
- García de Gabiola, Javier. 《Todo empezó en Granada》. Historia de Iberia Vieja. nº 116.
- Hillgarth, J. N. (1978). 《The Spanish Kingdoms: 1250–1516. Volume II: 1410–1516, Castilian Hegemony》. Oxford: Clarendon Press, Oxford University Press. 367–393쪽. ISBN 0-1982-2531-8.
- Irving, Washington (1829). 《Conquest of Granada From the Manuscript of Fray Antonio Agapida》. New York: A. L. Burt. (Republished in 2002 by Simon Publications, ISBN 1-9315-4180-9)
- Ladero Quesada, Miguel Ángel. La Guerra de Granada. Granada Dip. 2001.
- Ladero Quesada, Miguel Ángel. La Hermandad de Castilla. Real Academia de la Historia. 2005.
- Prescott, William H. (1995).  Albert D. McJoynt, 편집. 《The Art of War in Spain: The Conquest of Granada, 1481–1492》. London: Greenhill Books. ISBN 1-8536-7193-2. (An extract from Prescott's 1838 book History of the Reign of Ferdinand and Isabella the Catholic, updated with modern scholarship and commentary.